# Fausto Gresini
Fausto Gresini (Imola, 23 de enero de 1961- Bolonia, 23 de febrero de 2021) fue un piloto de motociclismo Italiano y jefe de equipo. Fue campeón del Campeonato Mundial de Motociclismo de Velocidad de 125cc en 1985 y 1987, tres veces subcampeón en 1986, 1991, 1992, y tercero en 1984.
Hasta su fallecimiento era director deportivo del equipo Aprilia Racing Team Gresini MotoGP, además de ser dueño de los equipos Federal Oil Gresini Moto2, Indonesian Racing Team Gresini Moto3 y Trentino Gresini MotoE (actualmente Gresini Racing).

## Biografía
Gresini nació en Imola. Comenzó a correr en 1978 a la edad de 17 años a bordo de una Minarelli 50 en Italia, y en 1983 entró al Campeonato del Mundo de Motociclismo con el equipo MBA.
Durante su carrera Gresini ganó dos títulos del mundo de 125cc en 1985 y 1987 y fue subcampeón en 1986 a bordo de una Garelli, y en 1991 y 1992 con Honda. Consiguió veintiuna victorias en 132 grandes premios con quince segundos puestos y once terceros puestos. Él está igualado con Ángel Nieto en el récord de once victorias consecutivas en 125cc, conseguidas entre 1986 y 1987. Gresini tiene el récord de mayor número de victorias en una temporada de 125cc con diez en 1987 (chocó en la carrera final pero ganó todas las demás).

### Muerte
El 27 de diciembre de 2020, Gresini fue hospitalizado en el Ospedale Maggiore de Bolonia tras contraer COVID-19. Tras una aparente mejoría inicial de su estado, el 18 de febrero de 2021 empeoró con una grave infección pulmonar. Murió en el hospital el 23 de febrero de 2021, a la edad de 60 años.

## Resultados en el Campeonato del Mundo
Sistema de puntuación desde 1969 hasta 1987:
| Posición | 1.º | 2.º | 3.º | 4.º | 5.º | 6.º | 7.º | 8.º | 9.º | 10.º |
| Puntos   | 15  | 12  | 10  | 8   | 6   | 5   | 4   | 3   | 2   | 1    |

Sistema de puntuación desde 1988 hasta 1991:
| Posición | 1.º | 2.º | 3.º | 4.º | 5.º | 6.º | 7.º | 8.º | 9.º | 10.º | 11.º | 12.º | 13.º | 14.º | 15.º |
| Puntos   | 20  | 17  | 15  | 13  | 11  | 10  | 9   | 8   | 7   | 6    | 5    | 4    | 3    | 2    | 1    |

Sistema de puntuación en 1992:
| Posición | 1.º | 2.º | 3.º | 4.º | 5.º | 6.º | 7.º | 8.º | 9.º | 10.º |
| Puntos   | 20  | 15  | 12  | 10  | 8   | 6   | 4   | 3   | 2   | 1    |

Sistema de puntuación de 1993 hasta 2022:
| Posición | 1.º | 2.º | 3.º | 4.º | 5.º | 6.º | 7.º | 8.º | 9.º | 10.º | 11.º | 12.º | 13.º | 14.º | 15.º |
| Puntos   | 25  | 20  | 16  | 13  | 11  | 10  | 9   | 8   | 7   | 6    | 5    | 4    | 3    | 2    | 1    |

### Carreras por año
(Carreras en Negrita indica pole position, Carreras en cursiva indica vuelta rápida)
| Año  | Clase | Equipo  | 1       | 2       | 3       | 4       | 5       | 6       | 7       | 8       | 9       | 10      | 11      | 12      | 13      | 14     | Pts. | Pos. | Vic. |
| ---- | ----- | ------- | ------- | ------- | ------- | ------- | ------- | ------- | ------- | ------- | ------- | ------- | ------- | ------- | ------- | ------ | ---- | ---- | ---- |
| 1983 | 125cc | MBA     | FRA Ret | NAT 7   | GER 6   | ESP 6   | AUT 4   | YUG Ret | NED 10  | BEL 9   | GBR 6   | SWE 2   | RSM Ret |         |         |        | 37   | 9.º  | 0    |
| 1984 | 125cc | MBA     | NAT Ret | ESP Ret | GER 4   |         |         |         |         |         |         |         |         |         |         |        | 51   | 3.º  | 1    |
| 1984 | 125cc | Garelli |         |         |         | FRA 4   | NED Ret | GBR 3   | SWE 1   | RSM 3   |         |         |         |         |         |        | 51   | 3.º  | 1    |
| 1985 | 125cc | Garelli | ESP 2   | GER 2   | NAT Ret | AUT 1   | NED 3   | BEL 1   | FRA 2   | GBR 4   | SWE 3   | RSM 1   |         |         |         |        | 109  | 1.º  | 3    |
| 1986 | 125cc | Garelli | ESP 1   | NAT 1   | GER 2   | AUT Ret | NED 2   | BEL 4   | FRA 2   | GBR Ret | SWE 1   | RSM 3   | BWU 1   |         |         |        | 114  | 2.º  | 4    |
| 1987 | 125cc | Garelli | ESP 1   | GER 1   | NAT 1   | AUT 1   | NED 1   | FRA 1   | GBR 1   | SWE 1   | CZE 1   | RSM 1   | POR Ret |         |         |        | 150  | 1.º  | 10   |
| 1988 | 125cc | Garelli | ESP 4   | NAT DNS | GER DNQ | AUT DNQ | NED Ret | BEL DNQ | YUG DNQ | FRA -   | GBR 7   | SWE Ret | CZE Ret |         |         |        | 22   | 21.º | 0    |
| 1989 | 125cc | Aprilia | JPN 11  | AUS 7   | ESP 5   | NAT 3   | GER Ret | AUT 5   | NED 6   | BEL 7   | FRA 5   | GBR 8   | SWE 5   | CZE 14  |         |        | 102  | 5.º  | 0    |
| 1990 | 125cc | Honda   | JPN 7   | ESP 3   | NAT NC  | GER -   | AUT Ret | YUG 6   | NED 8   | BEL 8   | FRA Ret | GBR 8   | SWE 5   | CZE 7   | HUN 4   | AUS 5  | 102  | 8.º  | 0    |
| 1991 | 125cc | Honda   | JPN 2   | AUS 2   | ESP 2   | ITA 1   | GER Ret | AUT 1   | EUR 2   | NED 4   | FRA 3   | GBR 2   | RSM 3   | CZE 6   | MAL 4   |        | 181  | 2.º  | 2    |
| 1992 | 125cc | Honda   | JPN Ret | AUS 5   | MAL 8   | ESP 2   | ITA 5   | EUR 3   | GER 2   | NED 2   | HUN 3   | FRA Ret | GBR 1   | BRA 6   | RSA 7   |        | 118  | 2.º  | 1    |
| 1993 | 125cc | Honda   | AUS 5   | MAL 8   | JPN Ret | ESP Ret | AUT 8   | GER 17  | NED Ret | EUR 17  | RSM 10  | GBR 7   | CZE -   | ITA 10  | USA 16  | FIM 4  | 61   | 11.º | 0    |
| 1994 | 125cc | Honda   | AUS 4   | MAL 6   | JPN 18  | ESP Ret | AUT 8   | GER 13  | NED 16  | ITA 17  | FRA 10  | GBR 20  | CZE -   | USA DNS | ARG Ret | EUR 10 | 46   | 16.º | 0    |

| Predecesor: Luca Cadalora | Campeón Mundial de 125cc 1987 | Sucesor: Jorge Martínez |
| Predecesor: Ángel Nieto   | Campeón Mundial de 125cc 1985 | Sucesor: Luca Cadalora  |